# Apaloderma narina
Il trogone narina o trogone di Narina (Apaloderma narina Stephens, 1815) è un uccello appartenente alla famiglia Trogonidae diffuso nel continente africano.

## Descrizione

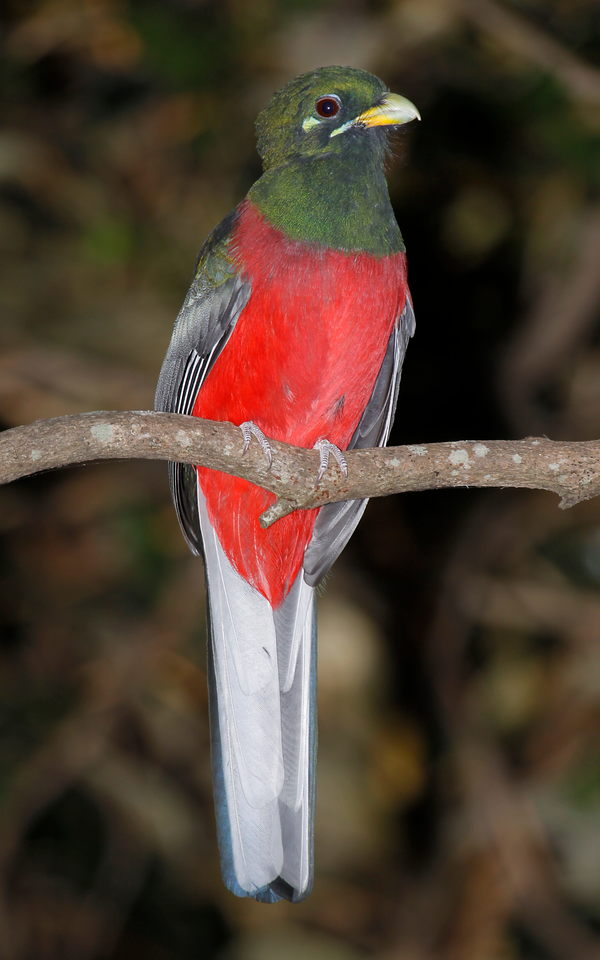
Esemplare maschile di A. narina

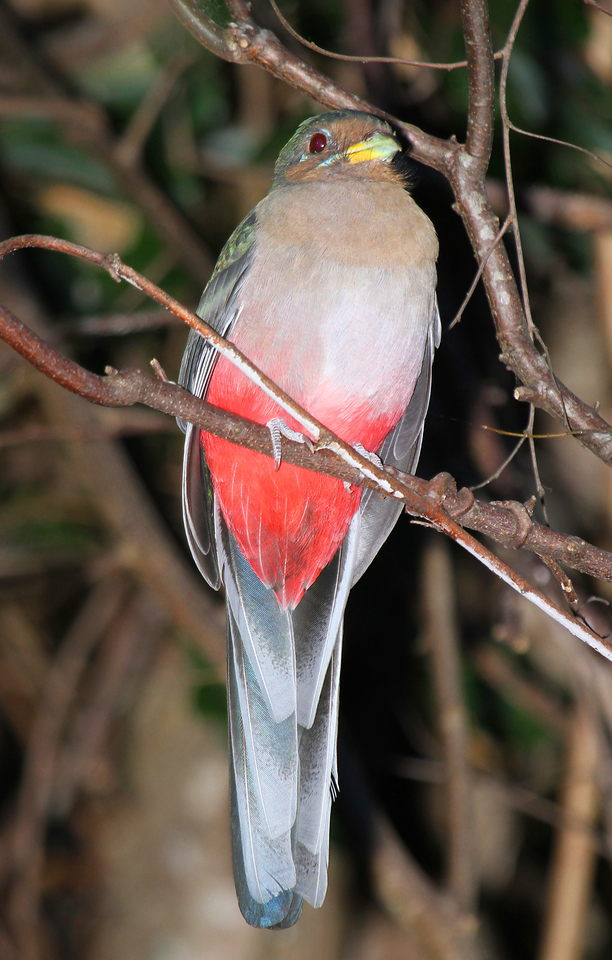
Esemplare femminile di A. narina

Il trogone narina misura circa 32 cm di lunghezza. La specie presenta dimorfismo sessuale: il maschio ha il petto e il ventre di colore rosso acceso con ali scure macchiettate di grigio, timoniere esterne bianche e testa, gola, collo e parte del dorso verde scuro con segni più chiari ai lati del becco e degli occhi; la femmina ha invece una colorazione meno sgargiante, con il ventre che è di una tonalità di rosso più chiara e smorta, petto bruno e dorso verde.

## Biologia
Si nutre prevalentemente insetti, compresi i bruchi. Frequenta i livelli alti della vegetazione e si lancia dal posatoio, sul quale resta immobile anche per lungo tempo, per catturare le prede, che ghermisce restando in volo stazionario.  In genere è solitario ma è possibile vedere delle coppie posate sullo stesso ramo. Può anche capitare che si aggreghi a stormi composti da più specie diverse. Il nido è una cavità naturale non foderata all'interno di un tronco.

## Distribuzione e habitat
La specie vive nelle foreste di gran parte dell'Africa subsahariana.